# Mendegali, Khanapur
Mendegali là một làng thuộc tehsil Khanapur, huyện Belgaum, bang Karnataka, Ấn Độ.